# 喜劇 駅前大学
『喜劇 駅前大学』（きげき えきまえだいがく）は、1965年10月31日に東宝系で公開された日本映画。東京映画作品。カラー。東宝スコープ。94分。

## 概要
駅前シリーズの第13作。本作は大学近辺を舞台としており、フランキー堺（大学講師役）以外のシリーズレギュラーキャストの学生時代の姿（セーラー服姿の淡島千景を含む）が映し出される。
舞台は東台大学。かつて、森繁、伴淳、のり平は、年をくった受験生であり、フランキーの教授の監督下で、入学試験を受験する。それから25年後、森繁は灯台大学の教授、のり平は大学の守衛、伴淳は会社社長になっている。フランキー（二役）の体育新任教師（かつての教授の息子）は、伴淳の家に下宿する。のり平の妻役の淡路恵子は雀荘を経営しており、伴淳がその常連である。
フランキーは体育教師の坂井次郎役で出演しており、この配役は後の『喜劇 駅前学園』で再登場する。また、プロレスラーになる前のサンダー杉山が学生役で出演している。杉山は、次作『喜劇 駅前弁天』にも別の役で参加している。

## 出演者
- 森田徳之助：森繁久彌[1]
- 坂井次郎／坂井教授（次郎の父）：フランキー堺
- 伴野孫作：伴淳三郎[1]
- 三井三平：三木のり平[1]
- 伴野景子：淡島千景[1]
- 三井藤子：淡路恵子[1]
- 堀内染子：池内淳子[1]
- 山村由美（染子の妹）：大空真弓
- 山村支配人（三保園ホテルの支配人、由美の父、景子のおばの夫）：山茶花究
- 三井一郎（三平の甥）：松山英太郎
- メリー宮本（女医）：イーデス・ハンソン
- 伴野みどり：島かおり[1]
- 学生A：杉山恒治[1]（サンダー杉山）
- 女学生A：有田双美[2]
- ナレーター：牧野周一[1]
- カメオ出演：三鬼陽之助

## スタッフ
以下のスタッフ名は東宝に従った。
- 製作：佐藤一郎、金原文雄
- 脚本：長瀬喜伴
- 監督：佐伯幸三
- 撮影：岡崎宏三
- 音楽：松井八郎
- 美術：小島基司
- 照明：榊原庸介
- 録音：原島俊男
- スチル：橋山愈
- 編集：広瀬千鶴

## ロケ地
- 日本大学三島キャンパス
- 梅蔭禅寺
- 三保の松原
- 清水灯台
- 三保園ホテル
- 三島駅南口（イメージ画像）

## 同時上映
- 大冒険 - 本作主演の森繁久彌は、この作品の冒頭にも首相役でカメオ出演している。